# Ligue des champions de hockey sur glace 2019-2020
Navigation
Ligue des champions 2018-2019 Ligue des champions 2020-2021
La Ligue des champions de hockey sur glace 2019-2020 est la sixième édition de la Ligue des champions, un tournoi européen de hockey sur glace. Elle est organisée par l'European Ice Hockey Club Competition Ltd. (EICC) et la Fédération internationale de hockey sur glace.

## Clubs participants
32 équipes provenant de 13 ligues participent à la compétition : 
- le vainqueur de l'édition 2018-2019 ;
- 24 équipes des six ligues fondatrices : 4 équipes suédoises[1], 5 équipes suisses, 4 équipes finlandaises, 4 équipes tchèques, 3 équipes autrichiennes et 3 équipes allemandes ;
- les champions nationaux de Slovaquie, Norvège, Danemark, France, Biélorussie, Royaume-Uni et Pologne ;
- le vainqueur de la Coupe continentale 2018-2019[2].

## Calendrier
| Nom             | Tirage au sort    | Match aller              | Match retour     | Équipes participantes |
| --------------- | ----------------- | ------------------------ | ---------------- | --------------------- |
| Journées 1 et 4 | 22 mai Bratislava | 29 et 30 août            | 7 et 8 septembre | 32                    |
| Journées 2 et 3 | 22 mai Bratislava | 31 août et 1er septembre | 8 et 9 octobre   | 32                    |
| Journées 5 et 6 | 22 mai Bratislava | 5 et 6 septembre         | 15 et 16 octobre | 32                    |

| Nom                 | Tirage au sort | Match aller            | Match retour           | Équipes participantes |
| ------------------- | -------------- | ---------------------- | ---------------------- | --------------------- |
| Huitièmes de finale | octobre 2019   | 12 et 13 novembre 2019 | 19 et 20 novembre 2019 | 16                    |
| Quarts de finale    | octobre 2019   | 3 et 4 décembre 2019   | 10 décembre 2019       | 8                     |
| Demi-finales        | octobre 2019   | 7 et 8 janvier 2020    | 14 et 15 janvier 2020  | 4                     |
| Finale              | octobre 2019   | 4 février 2020         | 4 février 2020         | 2                     |

## Tour de qualification

### Tirage au sort
Le tirage au sort a lieu le 16 mai 2018. Il détermine les seize groupes : les 32 équipes ont été classées dans quatre chapeaux de huit équipes. À l'issue du tirage au sort, chaque groupe est formé par une équipe de chaque chapeau.
| Chapeau 1                                                                                        | Chapeau 2                                                                                                   | Chapeau 3 | Chapeau 4 |
| ------------------------------------------------------------------------------------------------ | --- | --- | --- |
| Frölunda HC Färjestad BK CP Berne HPK HC Oceláři Třinec Adler Mannheim EC Klagenfurt AC Luleå HF | EV Zoug Kärpät Oulu HC Bílí Tygři Liberec EHC Munich Graz 99ers Djurgårdens IF Lausanne Hockey Club Tappara | HC Škoda Plzeň Augsburger Panther Capitals de Vienne Skellefteå AIK Hockey Club Bienne Pelicans Lahti Mountfield HK Hockey Club Ambrì-Piotta | HK Iounost Minsk Frisk Tigers HC´05 iClinic Banská Bystrica Brûleurs de loups de Grenoble Cardiff Devils GKS Tychy Rungsted Ishockey Belfast Giants |

### Résultats
Le tour de qualification se déroule du 29 août au 16 octobre 2019, sous forme de 8 groupes de 4 équipes. Chaque équipe joue deux matches, un aller et un retour, contre les autres équipes de son groupe, pour un total de six matches par équipe. Les deux premières équipes de chaque groupe se qualifient pour la suite de la compétition.
Légende :

P : prolongations - F : tirs de fusillade

Pour les autres significations des abréviations, voir statistiques du hockey sur glace.
| Clt   | Équipe             | PJ | V | VP | D | DP | BP | BC | Diff | Pts |
| ----- | ------------------ | -- | - | -- | - | -- | -- | -- | ---- | --- |
| +001, | Hockey Club Bienne | 6  | 5 | 0  | 1 | 0  | 16 | 9  | +7   | 15  |
| +002, | Tappara            | 6  | 4 | 0  | 2 | 0  | 21 | 11 | +10  | 12  |
| +003, | EC Klagenfurt AC   | 6  | 3 | 0  | 3 | 0  | 18 | 20 | -2   | 9   |
| +004, | Frisk Tigers       | 6  | 0 | 0  | 6 | 0  | 7  | 22 | -15  | 0   |

| Club       |     |     |     |     |
| ---------- | --- | --- | --- | --- |
| Bienne     |     | 1-0 | 4-2 | 2-1 |
| Tappara    | 1-0 |     | 8-3 | 7-3 |
| Klagenfurt | 3-6 | 3-2 |     | 3-0 |
| Frisk      | 2-3 | 1-3 | 0-4 |     |

| Clt   | Équipe            | PJ | V | VP | D | DP | BP | BC | Diff | Pts |
| ----- | ----------------- | -- | - | -- | - | -- | -- | -- | ---- | --- |
| +001, | EV Zoug           | 6  | 4 | 0  | 2 | 0  | 22 | 11 | +11  | 14  |
| +002, | HC Škoda Plzeň    | 6  | 2 | 3  | 1 | 0  | 24 | 16 | +8   | 12  |
| +003, | HPK               | 6  | 1 | 1  | 2 | 2  | 13 | 16 | -3   | 7   |
| +004, | Rungsted Ishockey | 6  | 1 | 0  | 5 | 0  | 10 | 26 | -16  | 3   |

| Club     |       |       |       |     |
| -------- | ----- | ----- | ----- | --- |
| Zoug     |       | 5-2   | 3-4 F | 5-2 |
| Plzeň    | 2-1 F |       | 5-4 P | 9-3 |
| HPK      | 1-3   | 1-2 P |       | 2-0 |
| Rungsted | 0-5   | 2-4   | 3-1   |     |

| Clt   | Équipe                | PJ | V | VP | D | DP | BP | BC | Diff | Pts |
| ----- | --------------------- | -- | - | -- | - | -- | -- | -- | ---- | --- |
| +001, | Luleå HF              | 6  | 3 | 2  | 0 | 1  | 26 | 15 | +11  | 14  |
| +002, | Augsburger Panther    | 6  | 2 | 2  | 0 | 2  | 18 | 15 | +3   | 12  |
| +003, | HC Bílí Tygři Liberec | 6  | 1 | 1  | 3 | 1  | 20 | 20 | 0    | 6   |
| +004, | Belfast Giants        | 6  | 1 | 0  | 4 | 1  | 12 | 26 | -14  | 4   |

| Club     |       |       |       |     |
| -------- | ----- | ----- | ----- | --- |
| Luleå    |       | 2-3 F | 4-1   | 4-0 |
| Augsburg | 4-5 P |       | 2-3 F | 3-1 |
| Liberec  | 4-5 P | 2-3   |       | 6-1 |
| Belfast  | 3-6   | 2-3 P | 5-4   |     |

| Clt   | Équipe               | PJ | V | VP | D | DP | BP | BC | Diff | Pts |
| ----- | -------------------- | -- | - | -- | - | -- | -- | -- | ---- | --- |
| +001, | Lausanne Hockey Club | 6  | 2 | 2  | 0 | 2  | 20 | 17 | +3   | 12  |
| +002, | HK Iounost Minsk     | 6  | 2 | 1  | 2 | 1  | 15 | 17 | -2   | 9   |
| +003, | HC Oceláři Třinec    | 6  | 2 | 1  | 3 | 0  | 17 | 14 | +3   | 8   |
| +004, | Pelicans Lahti       | 6  | 1 | 1  | 2 | 2  | 16 | 20 | -4   | 7   |

| Club     |       |     | P   |       |
| -------- | ----- | --- | --- | ----- |
| Lausanne |       | 3-2 | 5-3 | 4-3 F |
| Minsk    | 3-2 P |     | 2-0 | 2-3 F |
| Třinec   | 2-1 P | 7-2 |     | 5-3   |
| Lahti    | 4-5 F | 2-4 | 1-0 |       |

| Clt   | Équipe                        | PJ | V | VP | D | DP | BP | BC | Diff | Pts |
| ----- | ----------------------------- | -- | - | -- | - | -- | -- | -- | ---- | --- |
| +001, | Skellefteå AIK                | 6  | 2 | 2  | 1 | 1  | 19 | 14 | +5   | 11  |
| +002, | CP Berne                      | 6  | 2 | 1  | 0 | 3  | 17 | 14 | +3   | 11  |
| +003, | Kärpät Oulu                   | 6  | 2 | 2  | 1 | 1  | 18 | 13 | +5   | 11  |
| +004, | Brûleurs de loups de Grenoble | 6  | 1 | 0  | 5 | 0  | 8  | 21 | -13  | 3   |

| Club       |       |       | F     |     |
| ---------- | ----- | ----- | ----- | --- |
| Skellefteå |       | 3-2 F | 2-0   | 1-2 |
| Berne      | 4-5 F |       | 1-2 F | 4-1 |
| Oulu       | 5-4 F |       | 2-3 P | 3-1 |
| Grenoble   | 1-4   | 1-3   | 2-6   |     |

| Clt   | Équipe             | PJ | V | VP | D | DP | BP | BC | Diff | Pts |
| ----- | ------------------ | -- | - | -- | - | -- | -- | -- | ---- | --- |
| +001, | Adler Mannheim     | 6  | 4 | 1  | 1 | 0  | 23 | 10 | +13  | 14  |
| +002, | Djurgårdens IF     | 6  | 4 | 0  | 2 | 0  | 20 | 14 | +6   | 12  |
| +003, | Capitals de Vienne | 6  | 2 | 0  | 4 | 0  | 15 | 21 | -6   | 6   |
| +004, | GKS Tychy          | 6  | 1 | 0  | 4 | 1  | 10 | 23 | -13  | 4   |

| Club        |       |     |     |     |
| ----------- | ----- | --- | --- | --- |
| Mannheim    |       | 2-1 | 4-0 | 5-0 |
| Djurgårdens | 6-3   |     | 3-6 | 2-0 |
| Vienne      | 1-6   | 1-2 |     | 5-2 |
| Tychy       | 2-3 P | 2-6 | 4-2 |     |

| Clt   | Équipe                        | PJ | V | VP | D | DP | BP | BC | Diff | Pts |
| ----- | ----------------------------- | -- | - | -- | - | -- | -- | -- | ---- | --- |
| +001, | EHC Munich                    | 6  | 3 | 1  | 1 | 1  | 14 | 9  | +5   | 12  |
| +002, | Färjestad BK                  | 6  | 3 | 1  | 2 | 0  | 17 | 10 | +7   | 11  |
| +003, | Hockey Club Ambrì-Piotta      | 6  | 3 | 0  | 2 | 1  | 13 | 12 | +1   | 10  |
| +004, | HC´05 iClinic Banská Bystrica | 6  | 0 | 1  | 4 | 1  | 10 | 23 | -13  | 3   |

| Club            |       |       |     |     |
| --------------- | ----- | ----- | --- | --- |
| Färjestad       |       | 2-1   | 3-0 | 3-0 |
| Munich          | 3-1   |       | 2-1 | 6-1 |
| Ambrì-Piotta    | 2-3 F | 2-1   |     | 4-3 |
| Banská Bystrica | 3-2 F | 3-4 P | 0-4 |     |

| Clt   | Équipe         | PJ | V | VP | D | DP | BP | BC | Diff | Pts |
| ----- | -------------- | -- | - | -- | - | -- | -- | -- | ---- | --- |
| +001, | Frölunda HC    | 6  | 4 | 0  | 1 | 1  | 34 | 17 | +17  | 13  |
| +002, | Mountfield HK  | 6  | 4 | 0  | 2 | 0  | 22 | 13 | +9   | 12  |
| +003, | Cardiff Devils | 6  | 2 | 1  | 3 | 0  | 18 | 30 | -12  | 8   |
| +004, | Graz 99ers     | 6  | 0 | 1  | 4 | 1  | 14 | 28 | -14  | 3   |

| Club       |     |     |     |       |
| ---------- | --- | --- | --- | ----- |
| Frölunda   |     | 2-3 | 9-2 | 5-6 F |
| Mountfield | 3-4 |     | 5-2 | 7-1   |
| Cardiff    | 2-9 | 3-2 |     | 4-3 F |
| Graz       | 1-5 | 1-2 | 2-5 |       |

## Séries éliminatoires
Les deux premières équipes de chaque groupe participent aux séries éliminatoires.
Les 8 premiers des groupes du premier tour sont dans le chapeau A. Les 8 autres équipes sont dans le chapeau B. Les équipes du chapeau A affronteront celles du chapeau B, celle du chapeau A recevant lors du match retour. Deux équipes qualifiées dans un même groupe ne peuvent pas s'affronter lors des huitièmes de finale, mais aucune restriction n'existe concernant l'affrontement de formations du même pays. Le tirage des séries déterminera non seulement les duels en huitièmes de finale mais également le parcours potentiel de chaque équipe jusqu'en finale.
| Groupe | 1er de groupe – Chapeau A | 2e de groupe – Chapeau B |
| ------ | ------------------------- | ------------------------ |
| A      | Hockey Club Bienne        | Tappara                  |
| B      | EV Zoug                   | HC Škoda Plzeň           |
| C      | Luleå HF                  | Augsburger Panther       |
| D      | Lausanne Hockey Club      | HK Iounost Minsk         |
| E      | Skellefteå AIK            | CP Berne                 |
| F      | Adler Mannheim            | Djurgårdens IF           |
| G      | EHC Munich                | Färjestad BK             |
| H      | Frölunda HC               | Mountfield HK            |

### Tableau
|  | Huitièmes de finale  | Huitièmes de finale  | Huitièmes de finale  | Huitièmes de finale  |                    |                    | Quarts de finale | Quarts de finale | Quarts de finale | Quarts de finale |  |  | Demi-finales    | Demi-finales    | Demi-finales    | Demi-finales    |  |  | Finale    | Finale    | Finale    | Finale    |
|  |                      |                      |                      |                      |                    |                    |                  |                  |                  |                  |  |  |                 |                 |                 |                 |  |  |           |           |           |           |
|  | 12 et 19 novembre    | 12 et 19 novembre    | 12 et 19 novembre    | 12 et 19 novembre    |                    |                    | 3 et 10 décembre | 3 et 10 décembre | 3 et 10 décembre | 3 et 10 décembre |  |  | 7 et 14 janvier | 7 et 14 janvier | 7 et 14 janvier | 7 et 14 janvier |  |  | 4 février | 4 février | 4 février | 4 février |
|  | Djurgårdens IF       | Djurgårdens IF       | 3                    | 4                    |                    |                    | 3 et 10 décembre | 3 et 10 décembre | 3 et 10 décembre | 3 et 10 décembre |  |  | 7 et 14 janvier | 7 et 14 janvier | 7 et 14 janvier | 7 et 14 janvier |  |  | 4 février | 4 février | 4 février | 4 février |
|  | Djurgårdens IF       | Djurgårdens IF       | 3                    | 4                    |                    |                    | 3 et 10 décembre | 3 et 10 décembre | 3 et 10 décembre | 3 et 10 décembre |  |  | 7 et 14 janvier | 7 et 14 janvier | 7 et 14 janvier | 7 et 14 janvier |  |  | 4 février | 4 février | 4 février | 4 février |
|  | Skellefteå AIK       | Skellefteå AIK       | 3                    | 1                    |                    |                    | 3 et 10 décembre | 3 et 10 décembre | 3 et 10 décembre | 3 et 10 décembre |  |  | 7 et 14 janvier | 7 et 14 janvier | 7 et 14 janvier | 7 et 14 janvier |  |  | 4 février | 4 février | 4 février | 4 février |
|  | Skellefteå AIK       | Skellefteå AIK       | 3                    | 1                    | Djurgårdens IF     | Djurgårdens IF     | 5                | 3                |                  |                  |  |  | 7 et 14 janvier | 7 et 14 janvier | 7 et 14 janvier | 7 et 14 janvier |  |  | 4 février | 4 février | 4 février | 4 février |
|  | 12 et 20 novembre    |                      |                      |                      | Djurgårdens IF     | Djurgårdens IF     | 5                | 3                |                  |                  |  |  | 7 et 14 janvier | 7 et 14 janvier | 7 et 14 janvier | 7 et 14 janvier |  |  | 4 février | 4 février | 4 février | 4 février |
|  |                      |                      | EHC Munich           | EHC Munich           | 1                  | 0                  |                  |                  |                  |                  |  |  | 7 et 14 janvier | 7 et 14 janvier | 7 et 14 janvier | 7 et 14 janvier |  |  | 4 février | 4 février | 4 février | 4 février |
|  | HK Iounost Minsk     | HK Iounost Minsk     | EHC Munich           | EHC Munich           | 1                  | 0                  | 2                | 0                |                  |                  |  |  | 7 et 14 janvier | 7 et 14 janvier | 7 et 14 janvier | 7 et 14 janvier |  |  | 4 février | 4 février | 4 février | 4 février |
|  | HK Iounost Minsk     | HK Iounost Minsk     | 3 et 10 décembre     |                      |                    |                    | 2                | 0                |                  |                  |  |  | 7 et 14 janvier | 7 et 14 janvier | 7 et 14 janvier | 7 et 14 janvier |  |  | 4 février | 4 février | 4 février | 4 février |
|  | EHC Munich           | EHC Munich           | 3                    | 6                    |                    |                    |                  |                  |                  |                  |  |  | 7 et 14 janvier | 7 et 14 janvier | 7 et 14 janvier | 7 et 14 janvier |  |  | 4 février | 4 février | 4 février | 4 février |
|  | EHC Munich           | EHC Munich           | 3                    | 6                    | Djurgårdens IF     | Djurgårdens IF     | 1                | 0                |                  |                  |  |  |                 |                 |                 |                 |  |  | 4 février | 4 février | 4 février | 4 février |
|  | 12 et 19 novembre    |                      |                      |                      | Djurgårdens IF     | Djurgårdens IF     | 1                | 0                |                  |                  |  |  |                 |                 |                 |                 |  |  | 4 février | 4 février | 4 février | 4 février |
|  |                      |                      | Mountfield HK        | Mountfield HK        | 3                  | 3                  |                  |                  |                  |                  |  |  |                 |                 |                 |                 |  |  | 4 février | 4 février | 4 février | 4 février |
|  | Tappara              | Tappara              | Mountfield HK        | Mountfield HK        | 3                  | 3                  | 3                | 1                |                  |                  |  |  |                 |                 |                 |                 |  |  | 4 février | 4 février | 4 février | 4 février |
|  | Tappara              | Tappara              | 7 et 14 janvier      |                      |                    |                    | 3                | 1                |                  |                  |  |  |                 |                 |                 |                 |  |  | 4 février | 4 février | 4 février | 4 février |
|  | EV Zoug              | EV Zoug              | 3                    | 3                    |                    |                    |                  |                  |                  |                  |  |  |                 |                 |                 |                 |  |  | 4 février | 4 février | 4 février | 4 février |
|  | EV Zoug              | EV Zoug              | 3                    | 3                    | EV Zoug            | EV Zoug            | 1                | 0                |                  |                  |  |  |                 |                 |                 |                 |  |  | 4 février | 4 février | 4 février | 4 février |
|  | 13 et 19 novembre    |                      |                      |                      | EV Zoug            | EV Zoug            | 1                | 0                |                  |                  |  |  |                 |                 |                 |                 |  |  | 4 février | 4 février | 4 février | 4 février |
|  |                      |                      | Mountfield HK        | Mountfield HK        | 1                  | 4                  |                  |                  |                  |                  |  |  |                 |                 |                 |                 |  |  | 4 février | 4 février | 4 février | 4 février |
|  | Mountfield HK        | Mountfield HK        | Mountfield HK        | Mountfield HK        | 1                  | 4                  | 1                | 1                |                  |                  |  |  |                 |                 |                 |                 |  |  | 4 février | 4 février | 4 février | 4 février |
|  | Mountfield HK        | Mountfield HK        | 3 et 10 décembre     |                      |                    |                    | 1                | 1                |                  |                  |  |  |                 |                 |                 |                 |  |  | 4 février | 4 février | 4 février | 4 février |
|  | Adler Mannheim       | Adler Mannheim       | 0                    | 1                    |                    |                    |                  |                  |                  |                  |  |  |                 |                 |                 |                 |  |  | 4 février | 4 février | 4 février | 4 février |
|  | Adler Mannheim       | Adler Mannheim       | 0                    | 1                    | Mountfield HK      | Mountfield HK      | 1                | 1                |                  |                  |  |  |                 |                 |                 |                 |  |  |           |           |           |           |
|  | 12 et 19 novembre    |                      |                      |                      | Mountfield HK      | Mountfield HK      | 1                | 1                |                  |                  |  |  |                 |                 |                 |                 |  |  |           |           |           |           |
|  |                      |                      | Frölunda HC          | Frölunda HC          | 3                  | 3                  |                  |                  |                  |                  |  |  |                 |                 |                 |                 |  |  |           |           |           |           |
|  | Augsburger Panther   | Augsburger Panther   | Frölunda HC          | Frölunda HC          | 3                  | 3                  | 2                | 1                |                  |                  |  |  |                 |                 |                 |                 |  |  |           |           |           |           |
|  | Augsburger Panther   | Augsburger Panther   |                      |                      |                    |                    |                  | 1                |                  |                  |  |  |                 |                 |                 |                 |  |  |           |           |           |           |
|  | Hockey Club Bienne   | Hockey Club Bienne   | 2                    | 2 Pr.                |                    |                    |                  |                  |                  |                  |  |  |                 |                 |                 |                 |  |  |           |           |           |           |
|  | Hockey Club Bienne   | Hockey Club Bienne   | 2                    | 2 Pr.                | Hockey Club Bienne | Hockey Club Bienne | 3                | 3                |                  |                  |  |  |                 |                 |                 |                 |  |  |           |           |           |           |
|  | 12 et 19 novembre    |                      |                      |                      | Hockey Club Bienne | Hockey Club Bienne | 3                | 3                |                  |                  |  |  |                 |                 |                 |                 |  |  |           |           |           |           |
|  |                      |                      | Frölunda HC          | Frölunda HC          | 2                  | 5 Pr.              |                  |                  |                  |                  |  |  |                 |                 |                 |                 |  |  |           |           |           |           |
|  | Färjestad BK         | Färjestad BK         | Frölunda HC          | Frölunda HC          | 2                  | 5 Pr.              | 6                | 2                |                  |                  |  |  |                 |                 |                 |                 |  |  |           |           |           |           |
|  | Färjestad BK         | Färjestad BK         | 3 et 10 décembre     |                      |                    |                    | 6                | 2                |                  |                  |  |  |                 |                 |                 |                 |  |  |           |           |           |           |
|  | Frölunda HC          | Frölunda HC          | 3                    | 8                    |                    |                    |                  |                  |                  |                  |  |  |                 |                 |                 |                 |  |  |           |           |           |           |
|  | Frölunda HC          | Frölunda HC          | 3                    | 8                    | Frölunda HC        | Frölunda HC        | 2                | 3                |                  |                  |  |  |                 |                 |                 |                 |  |  |           |           |           |           |
|  | 12 et 19 novembre    |                      |                      |                      | Frölunda HC        | Frölunda HC        | 2                | 3                |                  |                  |  |  |                 |                 |                 |                 |  |  |           |           |           |           |
|  |                      |                      | Luleå HF             | Luleå HF             | 3                  | 1                  |                  |                  |                  |                  |  |  |                 |                 |                 |                 |  |  |           |           |           |           |
|  | CP Berne             | CP Berne             | Luleå HF             | Luleå HF             | 3                  | 1                  | 0                | 2                |                  |                  |  |  |                 |                 |                 |                 |  |  |           |           |           |           |
|  | CP Berne             | CP Berne             |                      |                      |                    |                    |                  | 2                |                  |                  |  |  |                 |                 |                 |                 |  |  |           |           |           |           |
|  | Luleå HF             | Luleå HF             | 3                    | 4                    |                    |                    |                  |                  |                  |                  |  |  |                 |                 |                 |                 |  |  |           |           |           |           |
|  | Luleå HF             | Luleå HF             | 3                    | 4                    | Luleå HF           | Luleå HF           | 2                | 5                |                  |                  |  |  |                 |                 |                 |                 |  |  |           |           |           |           |
|  | 12 et 19 novembre    |                      |                      |                      | Luleå HF           | Luleå HF           | 2                | 5                |                  |                  |  |  |                 |                 |                 |                 |  |  |           |           |           |           |
|  |                      |                      | Lausanne Hockey Club | Lausanne Hockey Club | 1                  | 2                  |                  |                  |                  |                  |  |  |                 |                 |                 |                 |  |  |           |           |           |           |
|  | HC Škoda Plzeň       | HC Škoda Plzeň       | Lausanne Hockey Club | Lausanne Hockey Club | 1                  | 2                  | 1                | 4                |                  |                  |  |  |                 |                 |                 |                 |  |  |           |           |           |           |
|  | HC Škoda Plzeň       | HC Škoda Plzeň       |                      |                      |                    |                    |                  | 4                |                  |                  |  |  |                 |                 |                 |                 |  |  |           |           |           |           |
|  | Lausanne Hockey Club | Lausanne Hockey Club | 2                    | 4 Pr.                |                    |                    |                  |                  |                  |                  |  |  |                 |                 |                 |                 |  |  |           |           |           |           |
|  | Lausanne Hockey Club | Lausanne Hockey Club | 2                    | 4 Pr.                |                    |                    |                  |                  |                  |                  |  |  |                 |                 |                 |                 |  |  |           |           |           |           |
|  |                      |                      |                      |                      |                    |                    |                  |                  |                  |                  |  |  |                 |                 |                 |                 |  |  |           |           |           |           |

### Huitièmes de finale

#### Aperçu des résultats
| Équipe 1           | Match aller | Total  | Match retour | Équipe 2             |
| ------------------ | ----------- | ------ | ------------ | -------------------- |
| Djurgårdens IF     | 3 - 3       | 7 - 4  | 4 - 1        | Skellefteå AIK       |
| HK Iounost Minsk   | 2 - 3       | 2 - 9  | 0 - 6        | EHC Munich           |
| Tappara            | 3 - 3       | 4 - 6  | 1 - 3        | EV Zoug              |
| Mountfield HK      | 1 - 0       | 2 - 1  | 1 - 1        | Adler Mannheim       |
| Augsburger Panther | 2 - 2       | 3 - 4  | 1 - 2 (Pr.)  | Hockey Club Bienne   |
| Färjestad BK       | 6 - 3       | 8 - 11 | 2 - 8        | Frölunda HC          |
| CP Berne           | 0 - 3       | 2 - 7  | 2 - 4        | Luleå HF             |
| HC Škoda Plzeň     | 1 - 2       | 5 - 6  | 4 - 4 (Pr.)  | Lausanne Hockey Club |

- Qualifié pour les quarts de finale

### Quarts de finale

#### Aperçu des résultats
| Équipe 1           | Match aller | Total | Match retour | Équipe 2             |
| ------------------ | ----------- | ----- | ------------ | -------------------- |
| Djurgårdens IF     | 5 - 1       | 8 - 1 | 3 - 0        | EHC Munich           |
| EV Zoug            | 1 - 1       | 1 - 5 | 0 - 4        | Mountfield HK        |
| Hockey Club Bienne | 3 - 2       | 6 - 7 | 3 - 5 (Pr.)  | Frölunda HC          |
| Luleå HF           | 2 - 1       | 7 - 3 | 5 - 2        | Lausanne Hockey Club |

- Qualifié pour les demi-finales

### Demi-finales

#### Aperçu des résultats
| Équipe 1       | Match aller | Total | Match retour | Équipe 2      |
| -------------- | ----------- | ----- | ------------ | ------------- |
| Djurgårdens IF | 1 - 3       | 1 - 6 | 0 - 3        | Mountfield HK |
| Frölunda HC    | 2 - 3       | 5 - 4 | 3 - 1        | Luleå HF      |

- Qualifié pour la finale

#### Matchs
Djurgårdens IF / Mountfield HK
| 7 janvier | Djurgårdens IF | 1-3 (1-1, 0-1, 0-1) | Mountfield HK | Hovet, Stockholm 2 383 spectateurs |

| Feuille de match | Feuille de match              | Feuille de match | Feuille de match                                                                              | Feuille de match                                                                       |
| ---------------- | ----------------------------- | ---------------- | --------------------------------------------------------------------------------------------- | -------------------------------------------------------------------------------------- |
|                  | Possler (Alsing) — 2 min 50 s | 1-0 1-1 1-2 1-3  | Nedomlel (Koukal) — 4 min 29 s Chalupa (Nedomlel, Perret) — 22 min 15 s Chalupa — 49 min 39 s | Arbitrage : Viktor Birin Stanislav Raming Juges de lignes : Örjan Åhlen Daniel Persson |
| Rämö             | Gardiens                      | Mazanec          |                                                                                               | Arbitrage : Viktor Birin Stanislav Raming Juges de lignes : Örjan Åhlen Daniel Persson |
| 8 min            | Pénalités                     | 4 min            |                                                                                               | Arbitrage : Viktor Birin Stanislav Raming Juges de lignes : Örjan Åhlen Daniel Persson |
| 37               | Tirs                          | 47               |                                                                                               | Arbitrage : Viktor Birin Stanislav Raming Juges de lignes : Örjan Åhlen Daniel Persson |

| 14 janvier | Mountfield HK | 3-0 (0-0, 1-0, 2-0) | Djurgårdens IF | ČPP Arena, Hradec Králové 6 161 spectateurs |

| Feuille de match | Feuille de match                                                           | Feuille de match | Feuille de match | Feuille de match                                                                    |
| ---------------- | -------------------------------------------------------------------------- | ---------------- | ---------------- | ----------------------------------------------------------------------------------- |
|                  | Lev (Chalupa) — 20 min 53 s Nedomlel — 42 min 7 s Jergl — 51 min 34 s (CV) | 1-0 2-0 3-0      |                  | Arbitrage : Manuel Nikolić Peter Stano Juges de lignes : Jiří Ondráček Daniel Hynek |
| Mazanec          | Gardiens                                                                   | Svedberg         |                  | Arbitrage : Manuel Nikolić Peter Stano Juges de lignes : Jiří Ondráček Daniel Hynek |
| 4 min            | Pénalités                                                                  | 6 min            |                  | Arbitrage : Manuel Nikolić Peter Stano Juges de lignes : Jiří Ondráček Daniel Hynek |
| 48               | Tirs                                                                       | 43               |                  | Arbitrage : Manuel Nikolić Peter Stano Juges de lignes : Jiří Ondráček Daniel Hynek |

Frölunda HC / Luleå HF
| 7 janvier | Frölunda HC | 2-3 (0-2, 2-0, 0-1) | Luleå HF | Frölundaborg, Göteborg 3 564 spectateurs |

| Feuille de match | Feuille de match                                                                     | Feuille de match    | Feuille de match | Feuille de match                                                                            |
| ---------------- | ------------------------------------------------------------------------------------ | ------------------- | --- | ------------------------------------------------------------------------------------------- |
|                  | Ekbom (Fagemo, Rosseli-Olsen) — 23 min 27 s Stollery (Friberg, Printz) — 34 min 59 s | 0-1 0-2 1-2 2-2 2-3 | E. Emanuelsson (Kovacs) — 13 min 48 s Sondell (P. Emanuelsson, Lundkvist) — 17 min 16 s (2 SN) Connolly (Hållander, P. Emanuelsson) | Arbitrage : Robin Šír Daniel Piechaczek Juges de lignes : Henrik Pihlblad Andreas Malmqvist |
| Mattsson         | Gardiens                                                                             | Lassinantti         | | Arbitrage : Robin Šír Daniel Piechaczek Juges de lignes : Henrik Pihlblad Andreas Malmqvist |
| 8 min            | Pénalités                                                                            | 8 min               | | Arbitrage : Robin Šír Daniel Piechaczek Juges de lignes : Henrik Pihlblad Andreas Malmqvist |
| 47               | Tirs                                                                                 | 50                  | | Arbitrage : Robin Šír Daniel Piechaczek Juges de lignes : Henrik Pihlblad Andreas Malmqvist |

| 14 janvier | Luleå HF | 1-3 (1-0, 0-1, 0-2) | Frölunda HC | Coop Norrbotten Arena, Luleå 4 305 spectateurs |

| Feuille de match | Feuille de match                                | Feuille de match | Feuille de match | Feuille de match                                                                        |
| ---------------- | ----------------------------------------------- | ---------------- | --- | --------------------------------------------------------------------------------------- |
|                  | Tyrväinen (Gustafsson, Lundkvist) — 13 min 41 s | 1-0 1-1 1-2 1-3  | Rakhshani (Lundqvist, Fagemo) — 30 min 59 s (SN) Lundqvist (Mustonen) — 43 min 19 s Lasch (Carlsson, Rosseli-Olsen) — 50 min 35 s | Arbitrage : Kristian Vikman Mark Lemelin Juges de lignes : Jan Sandström Emil Yletyinen |
| Lassinantti      | Gardiens                                        | Mattsson         | | Arbitrage : Kristian Vikman Mark Lemelin Juges de lignes : Jan Sandström Emil Yletyinen |
| 10 min           | Pénalités                                       | 8 min            | | Arbitrage : Kristian Vikman Mark Lemelin Juges de lignes : Jan Sandström Emil Yletyinen |
| 51               | Tirs                                            | 43               | | Arbitrage : Kristian Vikman Mark Lemelin Juges de lignes : Jan Sandström Emil Yletyinen |

### Finale
| 4 février | Mountfield HK | 1-3 (1-3, 0-0, 0-0) | Frölunda HC | ČPP Arena, Hradec Králové 6 890 spectateurs |

| Feuille de match | Feuille de match                               | Feuille de match | Feuille de match | Feuille de match                                                                            |
| ---------------- | ---------------------------------------------- | ---------------- | --- | ------------------------------------------------------------------------------------------- |
|                  | Koukal (Cibuļskis, Pavlík) — 6 min 53 s (SN) - | 1-0 1-1 1-2 1-3  | - Hjalmarsson (Lundqvist, Lasch) — 16 min 29 s (SN) Friberg (Grönlund) — 18 min 21 s Sundström (Ekbom, Fagemo) — 19 min 21 s | Arbitrage : Kristian Vikman Mikko Kaukokari Juges de lignes : Andreas Hofer Joep Leermakers |
| Mazanec          | Gardiens                                       | Mattsson         | | Arbitrage : Kristian Vikman Mikko Kaukokari Juges de lignes : Andreas Hofer Joep Leermakers |
| 10 min           | Pénalités                                      | 8 min            | | Arbitrage : Kristian Vikman Mikko Kaukokari Juges de lignes : Andreas Hofer Joep Leermakers |
| 18               | Tirs                                           | 29               | | Arbitrage : Kristian Vikman Mikko Kaukokari Juges de lignes : Andreas Hofer Joep Leermakers |

## Nombre d'équipes par pays et par tour
| Association  |       | Phase de groupes                                                                        | Huitièmes de finale                                                   | Quarts de finale                                    | Demi-finales                            | Finale          |  |
| ------------ | ----- | --------------------------------------------------------------------------------------- | --------------------------------------------------------------------- | --------------------------------------------------- | --------------------------------------- | --------------- |  |
| Suède        |       | 5 Djurgårdens IF, Färjestad BK, Frölunda HC, Luleå HF, Skellefteå AIK                   | 5 Djurgårdens IF, Färjestad BK, Frölunda HC, Luleå HF, Skellefteå AIK | 3 Djurgårdens IF, Frölunda HC, Luleå HF             | 3 Djurgårdens IF, Frölunda HC, Luleå HF | 1 Frölunda HC   |  |
| Allemagne    |       | 3 Adler Mannheim, Augsburger Panther, EHC Munich                                        | 3 Adler Mannheim, Augsburger Panther, EHC Munich                      | 1 EHC Munich                                        |                                         |                 |  |
| Rép. tchèque |       | 4 HC Bílí Tygři Liberec, HC Oceláři Třinec, HC Škoda Plzeň, Mountfield HK               | 2 HC Škoda Plzeň, Mountfield HK                                       | 1 Mountfield HK                                     | 1 Mountfield HK                         | 1 Mountfield HK |  |
| Autriche     |       | 3 Capitals de Vienne, EC Klagenfurt AC, Graz 99ers                                      |                                                                       |                                                     |                                         |                 |  |
| Finlande     |       | 4 HPK, Kärpät Oulu, Pelicans Lahti, Tappara                                             | 1 Tappara                                                             |                                                     |                                         |                 |  |
| Suisse       |       | 5 CP Berne, EV Zoug, Hockey Club Ambrì-Piotta, Hockey Club Bienne, Lausanne Hockey Club | 4 CP Berne, EV Zoug, Hockey Club Bienne, Lausanne Hockey Club         | 3 EV Zoug, Hockey Club Bienne, Lausanne Hockey Club |                                         |                 |  |
| Norvège      |       | 1 Frisk Tigers                                                                          |                                                                       |                                                     |                                         |                 |  |
| France       |       | 1 Brûleurs de loups de Grenoble                                                         |                                                                       |                                                     |                                         |                 |  |
| Biélorussie  |       | 1 HK Iounost Minsk                                                                      | 1 HK Iounost Minsk                                                    |                                                     |                                         |                 |  |
| Slovaquie    |       | 1 HC´05 iClinic Banská Bystrica                                                         |                                                                       |                                                     |                                         |                 |  |
| Danemark     |       | 1 Rungsted Ishockey                                                                     |                                                                       |                                                     |                                         |                 |  |
| Royaume-Uni  |       | 2 Belfast Giants, Cardiff Devils                                                        |                                                                       |                                                     |                                         |                 |  |
| Pologne      |       | 1 GKS Tychy                                                                             |                                                                       |                                                     |                                         |                 |  |
| Total        | Total | 32                                                                                      | 16                                                                    | 8                                                   | 4                                       | 2               |  |

## Feuilles de matches
1. ↑  (en) « DIF - MHK : Events », sur championshockeyleague.com, 7 janvier 2020
2. ↑  (en) « MHK - DIF : Events », sur championshockeyleague.com, 14 janvier 2020
3. ↑  (en) « FHC - LHF : Events », sur championshockeyleague.com, 7 janvier 2020
4. ↑  (en) « LHF - FHC : Events », sur championshockeyleague.com, 14 janvier 2020
5. ↑  (en) « Montfield HK 1-3 Frölunda Indians », sur championshockeyleague.com (consulté le 7 février 2020)